# Тринитат Нова (станция метро)
Тринитат Нова (кат. Trinitat Nova) — пересадочная станция Барселонского метрополитена, обслуживающая линии 3, 4 и 11. Станция расположена в районе Ла-Тринитат-Нова округа Ноу-Баррис в Барселоне. На всех трёх линиях является конечной.

## Общие сведения

### Линии 4 и 11

#### Линия 4
Старая платформа была открыта 27 октября 1999 года, после продления линии 4 на один перегон от станции "Рукетес" (ныне "Виа Джулия").

#### Линия 11
Движение по линии 11 было открыто 14 декабря 2003 года; поскольку вновь открытая линия являлась своего рода легкорельсовым продолжением линии 4, было принято решение о совместном использования платформы с линией 4 и, таким образом, создании кросс-платформенной пересадки между двумя линиями.

#### Использование платформы
Поезда, следующие по линиям 4 и 11, прибывают на одну островную платформу, которая находится под улицей Айгуаблава (кат. Carrer Aiguablava). Поезда линии 4 прибывают и отбывают через южный конец станции, делая стоянку на восточной стороне платформы; поезда же линии 11 въезжают и выезжают через противоположный конец, отстаиваясь при этом на западной стороне платформы.

### Линия 3
4 октября 2008 года была открыта платформа линии 3, после открытия нового участка от станции "Каньелес" до данной станции.
У линии 3 - отдельная островная платформа длиной в 100 метров, расположенная между улицами Айгуаблава и Кафаринас.
Платформы двух линий связаны между собой подземными переходами.

## Путевое развитие

### Линии 4 и 11
По южную сторону от платформы находится депо "Рукетес", которое полностью обслуживает линии 4 и 11. По северную сторону от платформы находятся два резервных тупиковых пути для отстоя составов, упирающихся в платформу станции "Каза-де-л'Айгуа".

### Линия 3
За платформой по направлению в тупик находятся оборотные тупики для разворота составов. В обратном направлении, за платформой расположен пошёрстный съезд.

## Галерея

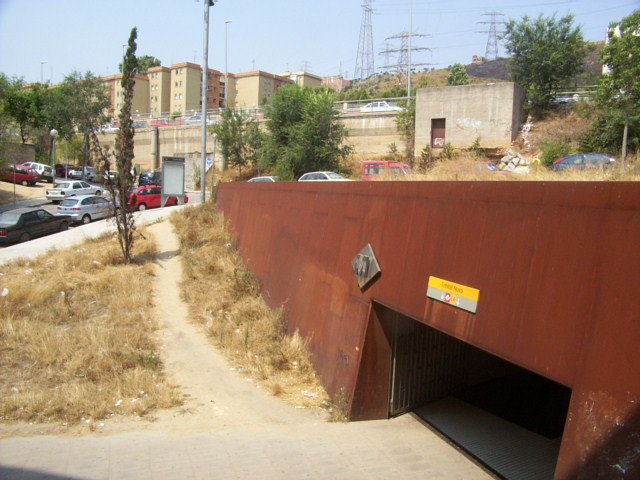
Вход на станцию метро с улицы Педроса. Вход находится ниже уровня платформы
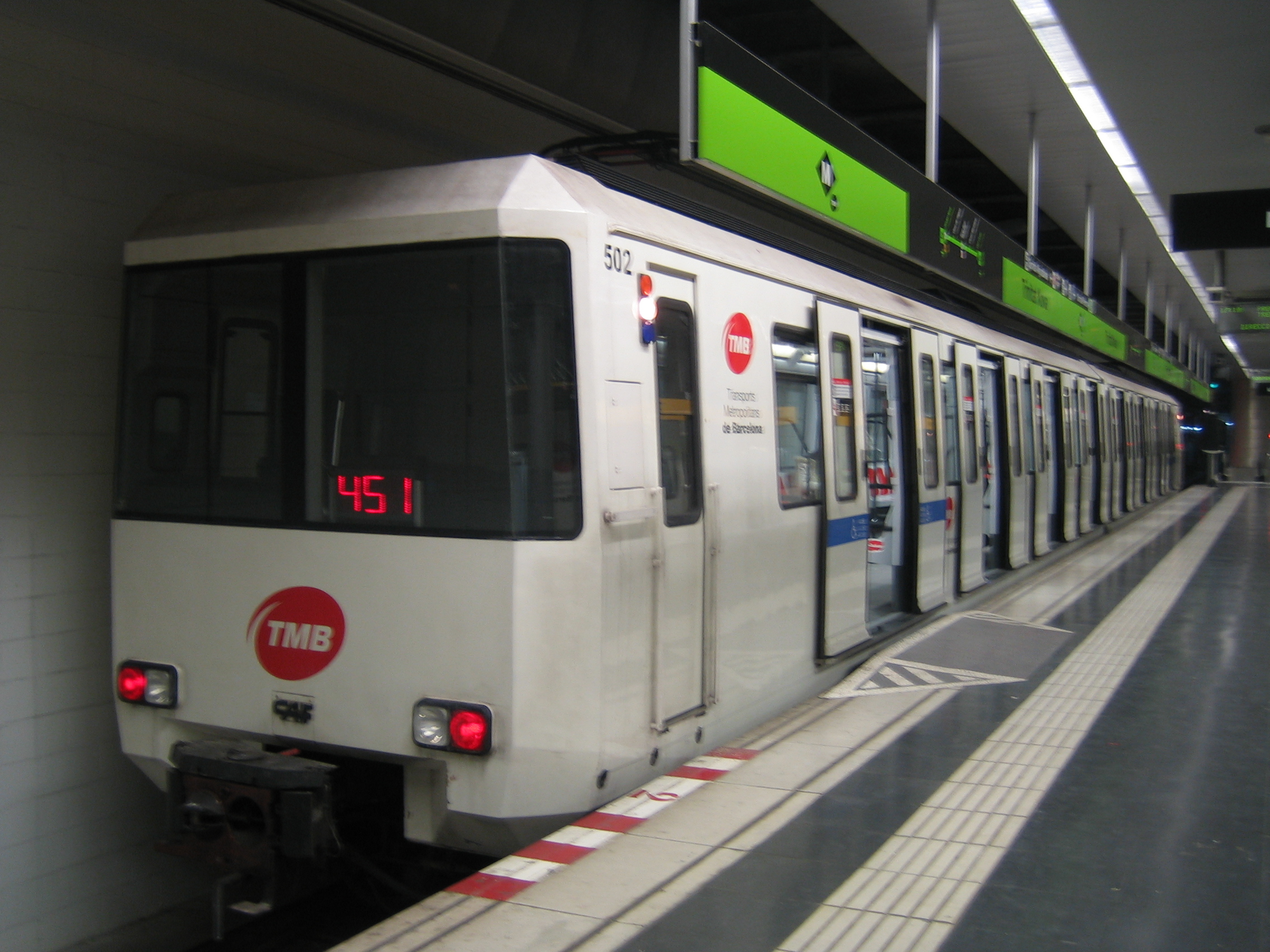
Поезд серии 500, эксплатируемый на линии 11, стоит на платформе

## Внешние ссылки
- На Викискладе есть медиафайлы по теме Trinitat Nova metro station
- Станция метро Тринитат Нова на TMB.net

| В сторону          | <          | Линия | >               | В сторону |
| ------------------ | ---------- | ----- | --------------- | --------- |
| Зона Университариа | Рукетес    |       | Конечная        | Конечная  |
| Ла-Пау             | Виа Джулиа |       | Конечная        | Конечная  |
| Конечная           | Конечная   |       | Каза-де-л'Айгуа | Кан Куиас |

## См.также
| Линия 11 (Барселонский метрополитен)                                                   |
| -------------------------------------------------------------------------------------- |
| Тринитат Нова · Каза-де-л'Айгуа · Торре Баро — Вальбона · Сиутат Меридиана · Кан Куиас |